# Fanfan Rwanyindo Kayirangwa
Fanfan Rwanyindo Kayirangwa est une femme politique rwandaise. Elle est ministre de la Fonction publique et du Travail de 2017 à 2023.

## Biographie
Elle est titulaire d'un baccalauréat en droit, obtenu en 1997 à l'université nationale du Rwanda. En 2010, elle décroche également une maîtrise en droit à l'université du Witwatersrand (Afrique du Sud).
De 1998 à 2004, elle est conseillère juridique et responsable du crédit à la Commercial Bank of Rwanda, devenue par la suite I&M Bank Rwanda Limited (en).
En 2004, elle est nommée juge de la Haute Cour du Rwanda. En 2008, elle est transférée à la Haute Cour commerciale. En octobre 2013, elle a été nommée vice-présidente de la Haute Cour commerciale,.
Lors du remaniement ministériel du 31 août 2017, elle est nommée ministre de la Fonction publique et du Travail,. Elle est remplacée à ce poste en août 2023 par Jeannette Bayisenge.